# Cherreau

Cherreau este o comună în departamentul Sarthe, Franța. În 2009 avea o populație de 835 de locuitori.